# 杨强
杨强（1961年—），北京人，中国人工智能科学家，香港科技大学計算機科學與工程學系主任、讲席教授，大學新明工程学教授、大数据研究所主任。兼任深圳大学计算机与软件学院特约教授、博士生导师。

## 生平
1985年于马里兰大学天体物理专业获得硕士学位。1987年于马里兰大学计算机系获得硕士学位。1989年马里兰大学计算机系获得博士学位。
2012年，在香港成立华为诺亚方舟实验室并担任首席主任。
2014年，任香港科技大学新明工程学讲座教授。2015年，任香港科技大学计算机与工程学系主任。 
2015年, 创建IEEE刊物 Transactions on Big Data（IEEE TBD）任首届主编。2015年，创建“微信－香港科技大学人工智能联合实验室” （WeChat-HKUST Joint AI Technology Lab, WHAT LAB）。
2016年，在香港科技大学创建大数据研究所。
2018年，出任微众银行首席人工智能官（CAIO）。同年创立香港人工智能与机器人学会，任理事长。
2019年, 与香港创新及科技局合作，筹划建设香港智慧城市以及香港国际数据港项目。

## 奖项和荣誉
- ACM Fellow（2017年）
- ACM杰出科学家[12]（ACM Distinguished Scientist）， 2011－
- 首位华人美国人工智能协会（AAAI）Fellow[13][14]， 2013－
- 电气电子工程师学会（IEEE）Fellow[15]，2009－
- 国际模式识别学会（IAPR）Fellow[16]， 2012－
- 美國科學促進會（AAAS）Fellow[17]， 2012－
- 加拿大皇家科学院 （RSC）Royal Society of Canada Fellow[18], 2021-
- 加拿大工程院 （CAE）The Canadian Academy of Engineering Fellow[19], 2021-

## 著作
- 《学术研究你的成功之道》[20]
- 《隐私计算》[21]
- "Crafting Your Research Future: A Guide to Successful Master's and PH.D. Degrees in Science & Engineering"[22]
- "Intelligent Planning: A Decomposition and Abstraction Based Approach"[23]
- "Constraint-Based Design Recovery for Software Reengineering: Theory and Experiments (International Series in Software Engineering)"[24]
- "Transfer Learning"[25]
- "Federated Learning"[26]